# Vida da Virgem

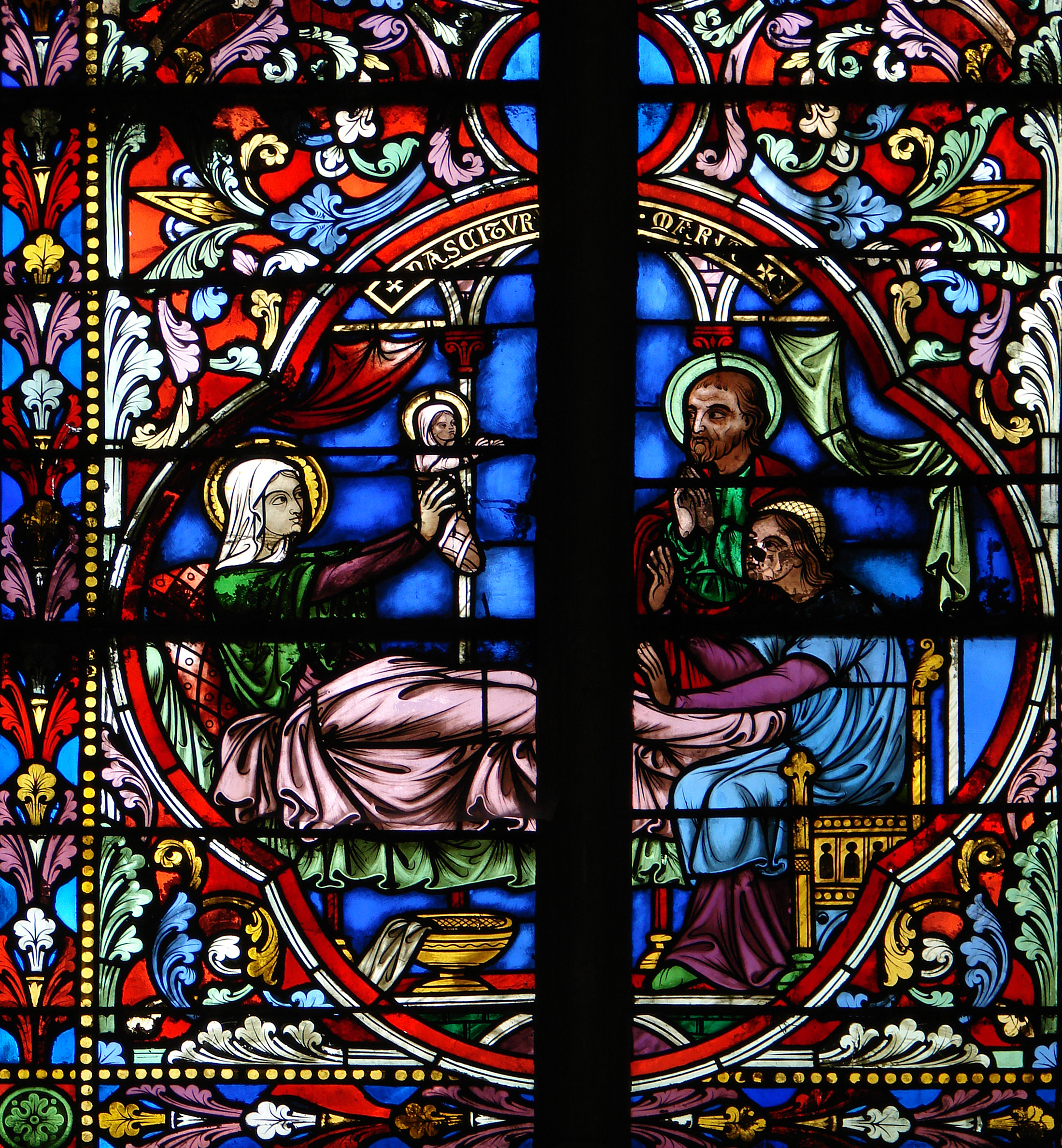
Nascimento da Virgem.
Vitral na Catedral de Meaux, em Meaux, na França.

A Vida da Virgem é um tema bastante comum na arte cristã, principalmente em grandes ciclos composto por várias cenas contando a vida de Maria, a mãe de Jesus, chamada de Virgem Maria. Ele aparece geralmente como complemento aos ciclos da Vida de Cristo. Em ambos, o número de cenas varia enormemente de acordo com o espaço disponível para o artista. As obras aparecem nos mais diversos meios: afrescos em paredes de igrejas e séries de pinturas pelos grandes mestres são os mais completos, mas são importantes as versões em painéis, vitrais, manuscritos iluminados, esculturas em pedra e entalhes em marfim.

## Cenas

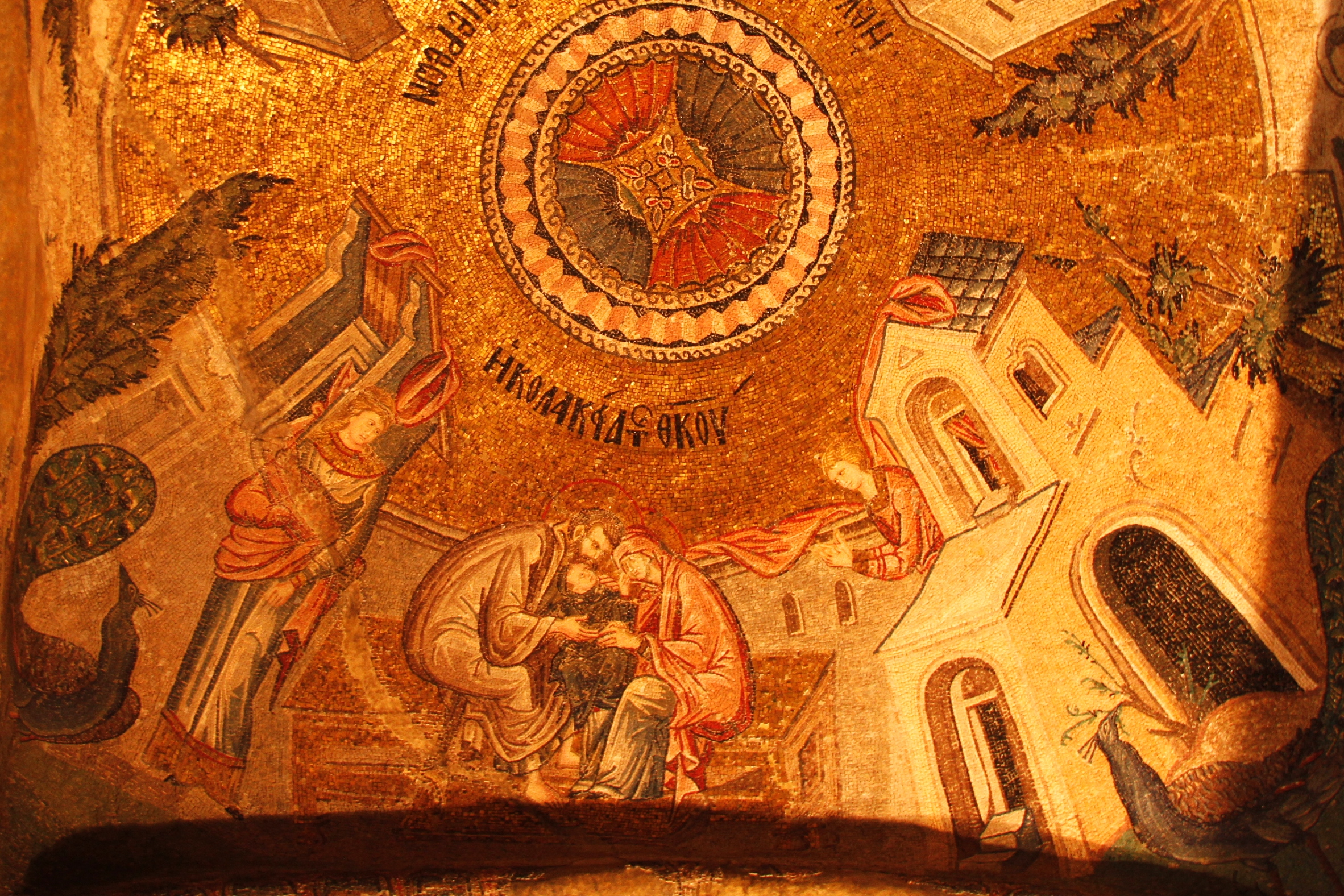
Virgem acariciada por seus pais, Ana e Joaquim.
Mosaico do século XIV na Igreja de Chora, em Istambul.

A "Vida da Virgem" às vezes se funde ao ciclo da "Vida de Cristo", incluindo cenas da Paixão de Cristo nas quais Maria está presente, mas é mais comum um "salto" da infância de Jesus direto para a morte da Virgem. É também comum que "Jesus encontrado no Templo", a última cena da infância de Jesus, termine o ciclo.
Importantes exemplos onde as cenas estão listadas incluem a Capela Tornabuoni, de Domenico Ghirlandaio e sua oficina, entre 1485 e 1490, a Capela Scrovegni, de Giotto, completada por volta de 1305, e a Maestà, de Duccio, completada em 1308. O importante ciclo em mosaicos da era final da arte bizantina (final do século XIV) da Igreja de Chora, bastante completo, mostra algumas diferenças no tratamento do tema entre o oriente e o ocidente - os "Primeiros sete passos da Virgem" era uma festa comemorada somente no oriente, por exemplo -, mas as dezesseis cenas que chegam até o momento anterior à "Visitação" são similares às quinze de Giotto, que é quase da mesma época. Quando o ciclo de Chora recomeça, ele já se fundiu com a "Vida de Cristo", começando com sua "Encarnação", a mesma cena que inicia o ciclo no ocidente, inclusive o de Giotto. O ciclo do artista italiano é bastante completo, com 26 cenas, mas é comum, por exemplo, que num pequeno entalhe de marfim, apenas duas cenas apareçam. O par mais comum nestes casos é o que representa a Anunciação e o Nascimento de Jesus, embora, em algumas épocas, a Coroação da Virgem tenha tomado o lugar de uma dessas duas cenas.
O ciclo da Capela Tornabuoni tem nove cenas. Neste caso, como era comum, outras cenas incluindo Maria, como a Visitação, apareçam no ciclo complementar da "Vida de São João Batista" nas paredes. Uma "Vida de Cristo" tem muito mais cenas que se sobrepõem com a "Vida de Maria", como demonstra a Capela Scrovegni.
O número total de cenas era geralmente muito grande - dependendo apenas do espaço - até o início do período gótico; Lafontaine-Dosogne, um dos principais especialistas no tema, lista um total de 53 cenas somente até a Anunciação na arte ocidental, embora um único exemplo (um manuscrito iluminado do século XIII preservado na Alemanha) sobrevivente contenha todas elas, e é muito provável que poucos exemplos deste caso extremo tenham existido. Dezessete destas cenas precedem o "Nascimento da Virgem". Estas cenas apócrifas se tornaram muito mais restritas no final da Idade Média.
Certos eventos da Vida da Virgem eram celebrados em festas oficiais pela Igreja, enquanto que outros não, o que afetou bastante a frequência com que determinadas cenas eram representadas. Outras práticas devocionais marianas também afetavam o comprimento e a composição dos ciclos: os livros de horas geralmente tinham oito cenas para acompanharem as oito seções do texto das Horas da Virgem. As sete dores de Maria, as sete alegrias de Maria e as 15 seções do Rosário também influenciavam a seleção das cenas, como, por exemplo, nas ilustrações padronizadas do Speculum Humanae Salvationis. Desenvolvimentos teológicos também influenciavam a seleção, especialmente as cenas sobre a morte da Virgem e a Assunção, com esta última gradativamente substituindo a primeira no ocidente.

## Tabela de cenas
A tabela abaixo mostra se a cena era ou não festejada pela Igreja ocidental e representa as cenas contidas nos ciclos (descritos acima e abaixo) de Giotto (Capela Scrovegni), um típico livro de horas, as Horas de Catarina de Cleves, o ciclo do "Mestre do Louvre da Vida da Virgem", um mestre veneziano de nome desconhecido da década de 1480, o ciclo da Capela Tornabuoni de Ghirlandaio e, finalmente, os ciclos impressos de Israhel van Meckenem e Albrecht Dürer.
| Cena                                        | Festa? |  | Giotto    | Livro de Horas | Horas de Catarina | Mestre do Louvre | Ghirlandaio | Israhel   | Dürer          |
| ------------------------------------------- | ------ |  | --------- | -------------- | ----------------- | ---------------- | ----------- | --------- | -------------- |
| Expulsão de/Anunciação para São Joaquim     |        |  | Ambos     |                | Anun              | Anun             | Exp         | Exp       | Ambos          |
| Joaquim e Ana se encontram na Porta Dourada | Sim    |  | Sim       |                | Sim               |                  |             |           | Sim            |
| Nascimento de Maria                         | Sim    |  | Sim       |                | Sim               | Sim              | Sim         | Sim       | Sim            |
| Apresentação de Maria                       | Sim    |  | Sim       |                | Sim               | Dois             |             | Sim       | Sim            |
| Casamento da Virgem                         |        |  | Sim       |                | Sim               | Sim              | Sim         | Sim       | Sim            |
| Anunciação                                  | Sim    |  | Sim       | Sim            | Sim               | Perdido?         | Sim         | Sim       | Sim            |
| Visitação                                   | Sim    |  | Sim       | Sim            | Sim               | Sim              |             |           | Sim            |
| Nascimento de Jesus                         | Sim    |  | Combinado | Sim            | Combinado         | Sim              |             | Combinado | Combinado      |
| Anúncio aos pastores                        | Sim    |  | Combinado | Sim            | Combinado         |                  |             | Combinado | Combinado      |
| Adoração dos Magos                          | Sim    |  | Sim       | Sim            |                   |                  | Sim         | Sim       | Sim            |
| Circuncisão de Jesus                        | Sim    |  |           |                |                   | Sim              |             |           | Sim            |
| Apresentação de Jesus no Templo             | Sim    |  | Sim       | Sim            |                   | Sim              | Sim         | Sim       | Sim            |
| Fuga para o Egito                           |        |  | Sim       | Sim, e/ou      | Sim               | Sim              |             |           | Sim + Descanso |
| Massacre dos Inocentes                      | Sim    |  | Sim       | Alternativo    |                   |                  | Sim         | Sim       |                |
| Jesus encontrado no Templo                  |        |  | Sim       |                |                   | Sim              |             | Sim       | Sim            |
| Jesus se despedindo de sua mãe              |        |  |           |                |                   |                  |             |           | Sim            |
| Crucificação de Jesus                       | Sim    |  | Sim       |                |                   |                  |             |           |                |
| Ascensão de Jesus                           | Sim    |  | Sim       |                |                   |                  |             |           |                |
| Pentecostes                                 | Sim    |  | Sim       |                |                   |                  |             |           |                |
| Morte da Virgem                             | Sim    |  |           |                | Sim               |                  | Combinado   |           | Sim            |
| Assunção de Maria                           | Sim    |  |           |                | Sim               |                  | Combinado   |           | Sim            |
| Coroação da Virgem                          |        |  |           | Sim            |                   |                  | Sim         | Sim       |                |
| Outras cenas                                |        |  | Muitas    |                | 4                 | 1                |             |           | 1              |
| Total                                       | 16     |  |           | 8              | 15                | 12               | 9           | 12        | 19             |
| Cena                                        | Festa? |  | Giotto    | Livro de Horas | Horas de Catarina | Mestre do Louvre | Ghirlandaio | Israhel   | Dürer          |

O exemplo acima está correto ao sugerir que a Anunciação e o Nascimento de Jesus eram as duas cenas consideradas indispensáveis; o ciclo do Louvre provavelmente é oriundo de um altar no qual a cena da Anunciação, seu painel principal, provavelmente se perdeu. O Nascimento é sempre representado, mas ele pode aparecer por si ou como parte das cenas da Adoração dos Magos ou dos Pastores - ou uma combinação das três cenas. Embora as oito cenas dos livros de horas sejam uma seleção padrão seguida pelos exemplos apresentados por Robert Calkins, é fácil perceber que o ciclo muito mais longo das "Horas de Catarina de Cleves" só se sobrepõe ao menor em três cenas. Guirlandaio tinha grandes espaços retangulares para preencher e evitou cenas com poucos participantes (pois não lhe davam chance de pintar as belas roupas), com exceção da Anunciação. Por fim, "Jesus se despedindo de sua mãe" era um tema novo no século XIV e só se popularizou no século seguinte.

## História
A representação das cenas da Vida da Virgem remonta aos primeiros anos da arte cristã; uma cena na igreja de Dura Europo, de por volta de 250, tem sido interpretada como uma procissão de virgens acompanhando Maria até o Templo. Os primeiros ciclos tendiam a incluir mais cenas e detalhes obtidos nos evangelhos apócrifos, incluindo a história dos pais de Maria, São Joaquim e Santa Ana, antes de seu nascimento. A influência destas histórias jamais desapareceu completamente, em parte por que os evangelhos canônicos dão poucos detalhes sobre a vida de Maria antes e depois dos anos próximos ao nascimento de Jesus. No ocidente, o Evangelho de Pseudo-Mateus era a principal fonte; versões um pouco diferentes, todas igualmente derivadas do Protoevangelho de Tiago, eram as preferidas no oriente.
Ciclos com a Vida de Maria eram menos frequentes no ocidente do que no oriente até o período gótico. O ciclo do Nascimento no tímpano da porta direita da Catedral de Chartres é o mais antigo ciclo monumental ocidental a aparecer sob uma grande "Virgem Entronada com o Menino". Estes ciclos continuaram a aparecer em posições proeminentes, gradualmente ficando menos comuns que as cenas da Paixão de Cristo. A evolução durante o século XIII dos livros de horas iluminados providenciou outro meio para a representação dos ciclos, assim como o gradual desenvolvimento de peças de altar mais sofisticadas para a Capela da Senhora ou, pelo menos, para um altar lateral, que todas as grandes igrejas tinham.
Com a chegada dos mestres da gravura, séries sobre a "Vida" eram populares e estavam geralmente entre os mais ambiciosos trabalhos dos artistas. A "Morte da Virgem" de Martin Schongauer foi uma de suas obras mais influentes, adaptada para a pintura por uma série de artistas na Alemanha e em outros países. Schongauer aparentemente planejou uma grande série, mas apenas quatro cenas foram produzidas (entre 1470 e 1475). A série de 12 cenas de Israhel van Meckenem (c. 1490-1500) e a de Francesco Rosselli, que se inspirou nos Mistérios do Rosário, foram os dois exemplos mais importantes do século XV. Dürer eclipsou em grande medida a partir do início do século XVI com seu ciclo, sendo que a sua "Morte da Virgem" (1510), seguia essencialmente a composição de Schongauer.
Com o declínio dos manuscritos iluminados e o advento de grandes pinturas e a pintura de altares de tema único, os ciclos perderam importância na arte, com exceção da arte impressa, mas os ciclos pintados de maneira nenhuma desapareceram por completo. Um ciclo com 16 grandes pinturas de Luca Giordano de por volta de 1688 decorava o quarto da rainha da Espanha em Madrid no século XVIII e muitos ciclos foram pintados para catedrais e outros grandes edifícios. Após os decretos do Concílio de Trento, em 1563, muitas das cenas apócrifas e outras invenções do período medieval tardio (como o Desmaio da Virgem), foram atacados por escritores como Molanus e o cardeal Federigo Borromeo.

## Galeria

Imagens do ciclo
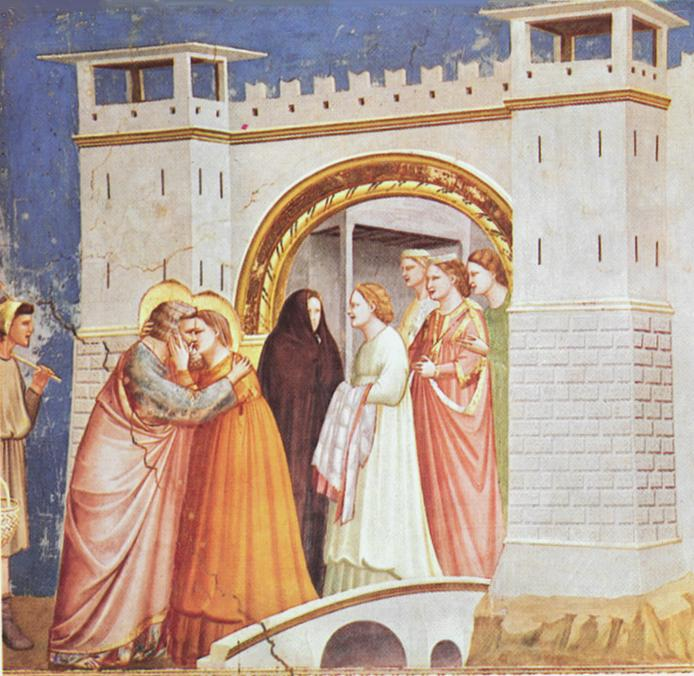
Encontro de Joaquim e Ana na Porta Dourada, de Giotto (1305), na Capela Scrovegni.
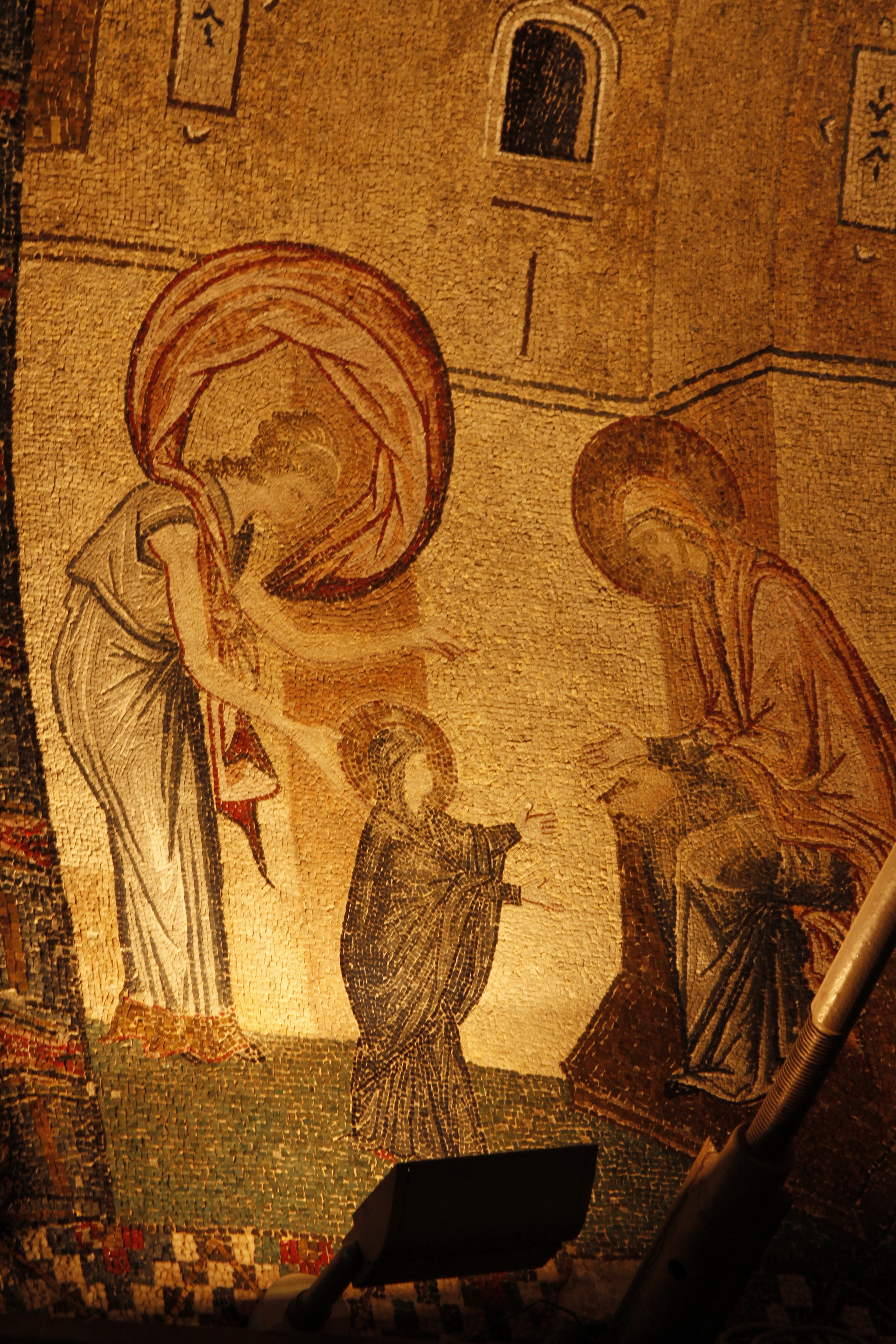
Os primeiros sete passos da Virgem, um tema bizantino comum raramente visto no ocidente. Mosaico (1315-21) na Igreja de Chora, em Istambul.
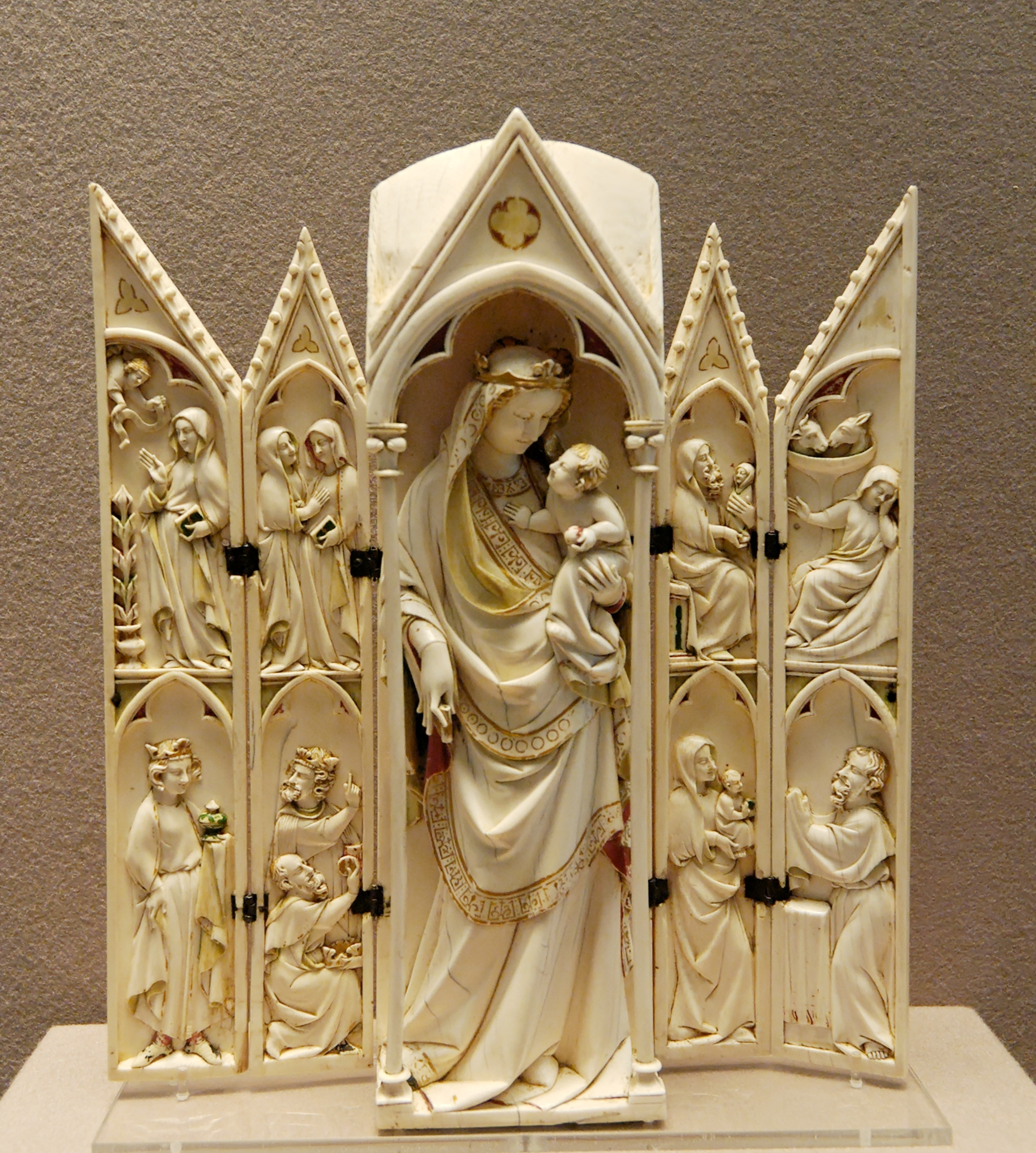
Tríptico francês do século XIV mostrando a Anunciação, Visitação, Adoração dos Magos, Nascimento (com José segurando o bebê enquanto Maria dorme)[14] e a Apresentação.
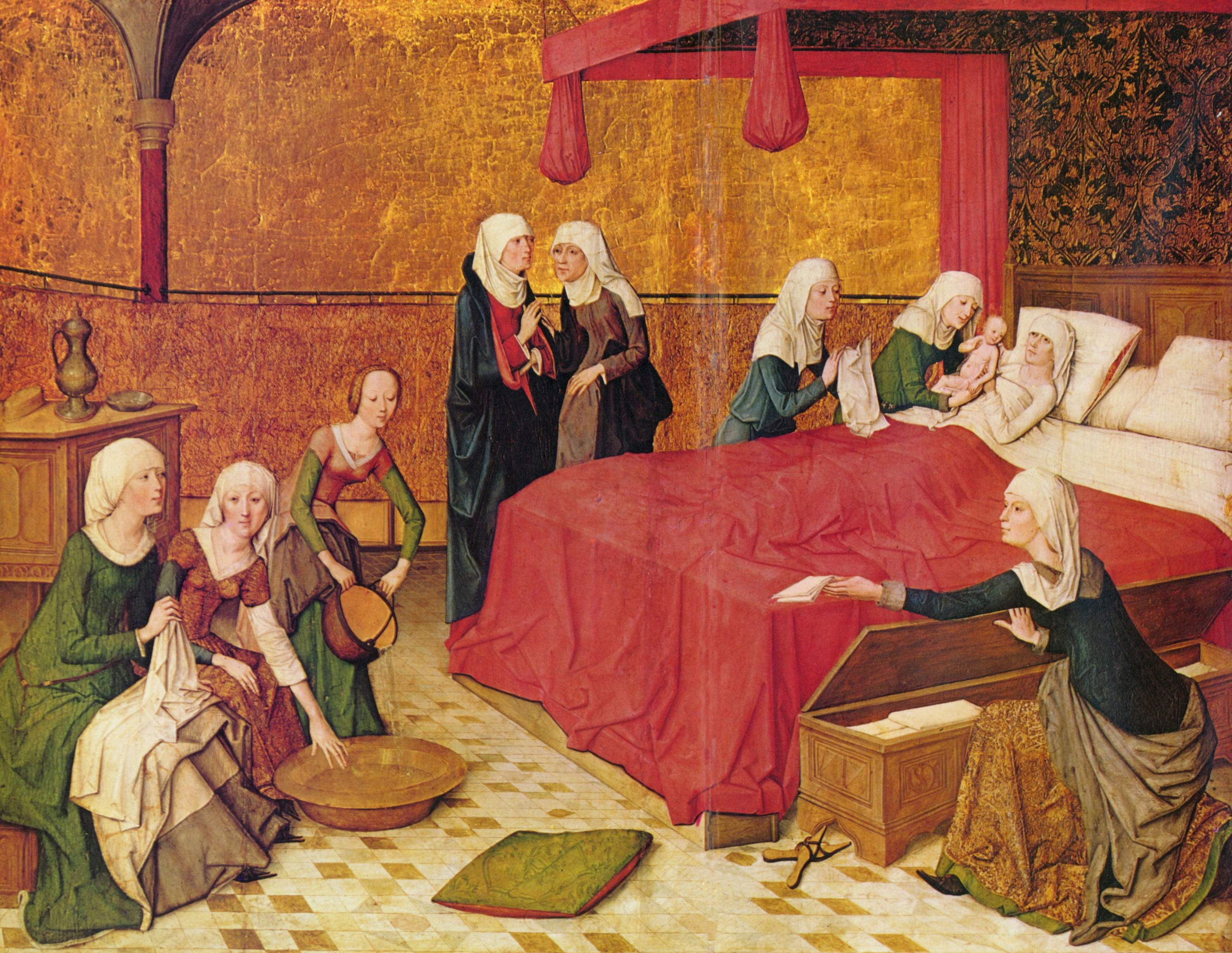
"Nascimento de Maria", parte de um ciclo alemão de oito cenas do chamado Mestre da Vida da Virgem, 1463.
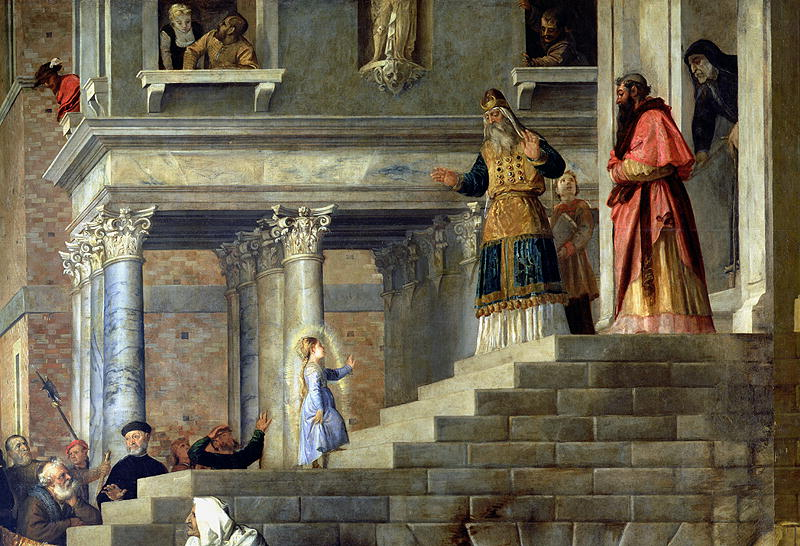
"Apresentação de Maria", Ticiano